# کوین لامپکین
کوین لامپکین (انگلیسی: Kevin Lampkin؛ زادهٔ ۲۰ دسامبر ۱۹۷۲) بازیکن فوتبال اهل بریتانیا است.
از باشگاه‌هایی که در آن بازی کرده‌است می‌توان به باشگاه فوتبال منزفیلد تاون، باشگاه فوتبال ایلکستون، باشگاه فوتبال هادرزفیلد تاون، و باشگاه فوتبال لیورپول اشاره کرد.